# Tropocalymma dimidiata
Tropocalymma dimidiata är en skalbaggsart som först beskrevs av Newman 1841.  Tropocalymma dimidiata ingår i släktet Tropocalymma och familjen långhorningar. Inga underarter finns listade i Catalogue of Life.